# NGC 1360
NGC 1360 est une nébuleuse planétaire située dans la constellation du Fourneau. Elle a été découverte par l'astronome américain Lewis Swift en 1859.

## Observation
Avec une magnitude visuelle apparente de 9,4, on doit utiliser des jumelles dont l'ouverture est de 60 mm à 70 mm pour l'observer.  

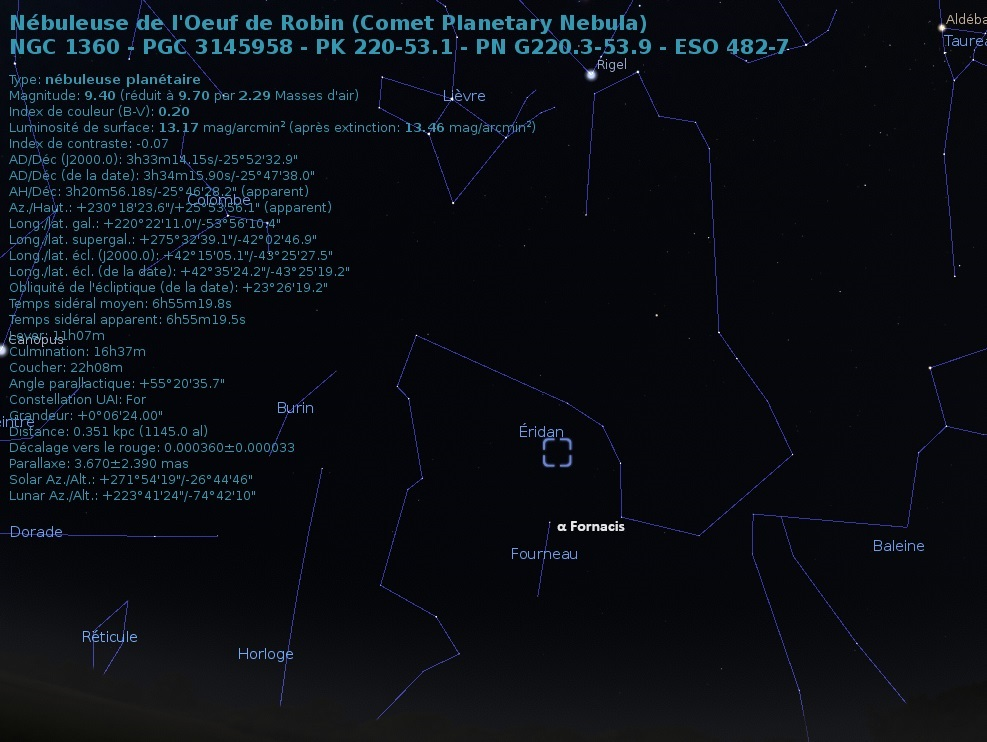
Localisation de NGC 1360 dans la constellation du Fourneau. (Stellarium)

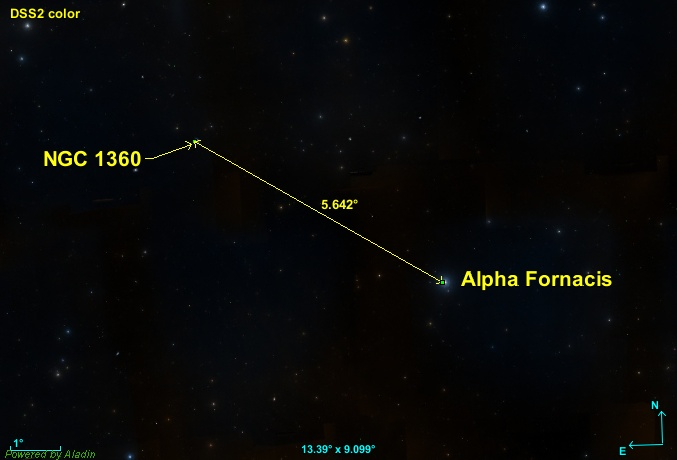
Position de NGC 1360 par rapport à une étoile du Fourneau

La nébuleuse NGC 1360 est située à environ 5,6 degrés au nord-est de Alpha Fornacis.

## Découverte de NGC 1360
Certaines sources attribuent la découverte de NGC 1360 à l'astronome allemand Friedrich August Theodor Winnecke en 1868, mais l'astronome américain Lewis Swift l'avait observée en 1859. Toutefois, ce dernier n'a publié sa découverte qu'en 1885. L'astronome allemand Wilhelm Tempel a aussi observé cette nébuleuse le 9 octobre 1861.

## Caractéristiques

### Distance de NGC 1360
Les mesures des nébuleuses planétaires comme NGC 1360 sont assez imprécises. La base de données Simbad indique une distance d'environ 351 pc (∼1 140 al). Cette distance est basée sur un article paru en 2008 dans la revue Astrophysical Journal.
Une autre étude publiée en 2015 porte sur les distances des nébuleuses planétaires. Cette étude place plutôt NGC 1360 à une distance d'environ 550 pc (∼1 790 al).
Mais les récentes mesures de la parallaxe de nombreusses étoiles effectuées par le satellite Gaia ont été publiées en 2020 (Gaia Early Data Release 3). La parallaxe de NGC 1360 est égale à 2,519 77 ± 0,065 2 mas. Cette valeur équivaut à une distance de 385 ± 50 pc (∼1 260 al).

### Taille
Grâce à un calcul simple, en utilisant la taille apparente de NGC 1360 et sa distance, on peut calculer sa taille réelle. Le résultat donne 1,72 ± 0,30 al.

### Vitesse
Deux valeurs de la vitesse sont indiquées sur la base de données Simbad, soit 108 km/s et 108 ± 10 km/s.

### Âge et structure de NGC 1360
NGC 1360 est une vaste nébuleuse planétaire dont la coquille n'est pas évidente. Les images prises en lumière H alpha et l'étude des spectres de NGC 1360 montrent que le modèle qui représente le mieux la nébuleuse est une coquille ellipsoïde dont l'axe principal a une longueur double de l'axe secondaire. L'axe principal est penché à 60° par rapport à notre ligne de vision. L'âge de la coquille est d'environ 10 000 ans et sa faible densité, inférieure à 130 atomes d'hydrogène par centimètre cube, impliquent que NGC 1360 a commencé à se fondre dans le milieu interstellaire. Sur la l'image de l'ESO (voir la galerie), on observe une région de faible émission ionisée près de l'extrémité nord-est de l'axe principal. Cette région se déplace plus rapidement et est moins âgée que la coquille de la nébuleuse

## Galerie

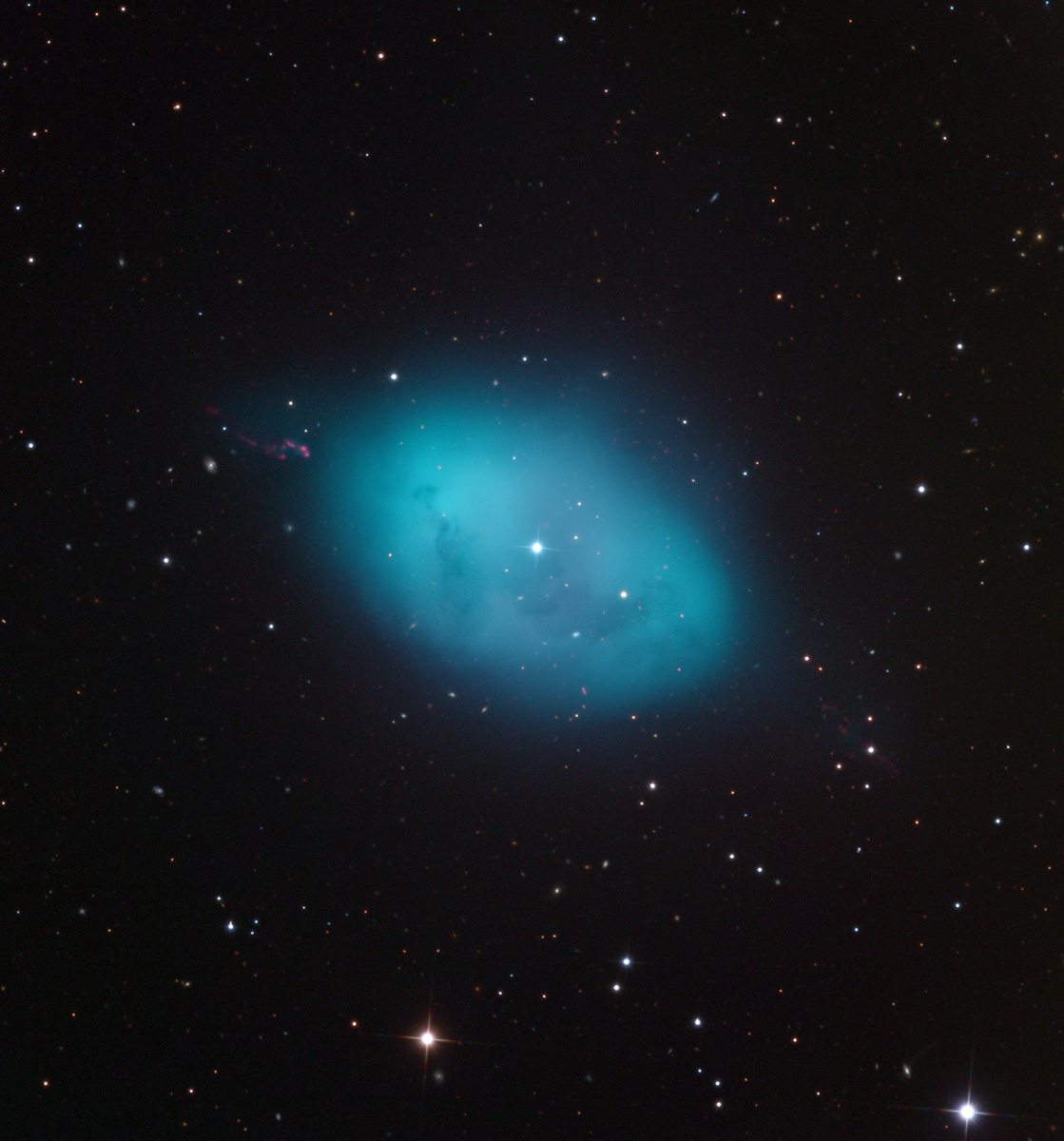
NGC 1360 par Adam Block (Mount Lemmon SkyCenter/University of Arizona). La région rouge à l'extrémité nord-est de la nébuleuse est une région d'ionisation qui se déplace plus rapidement que sa coquille.
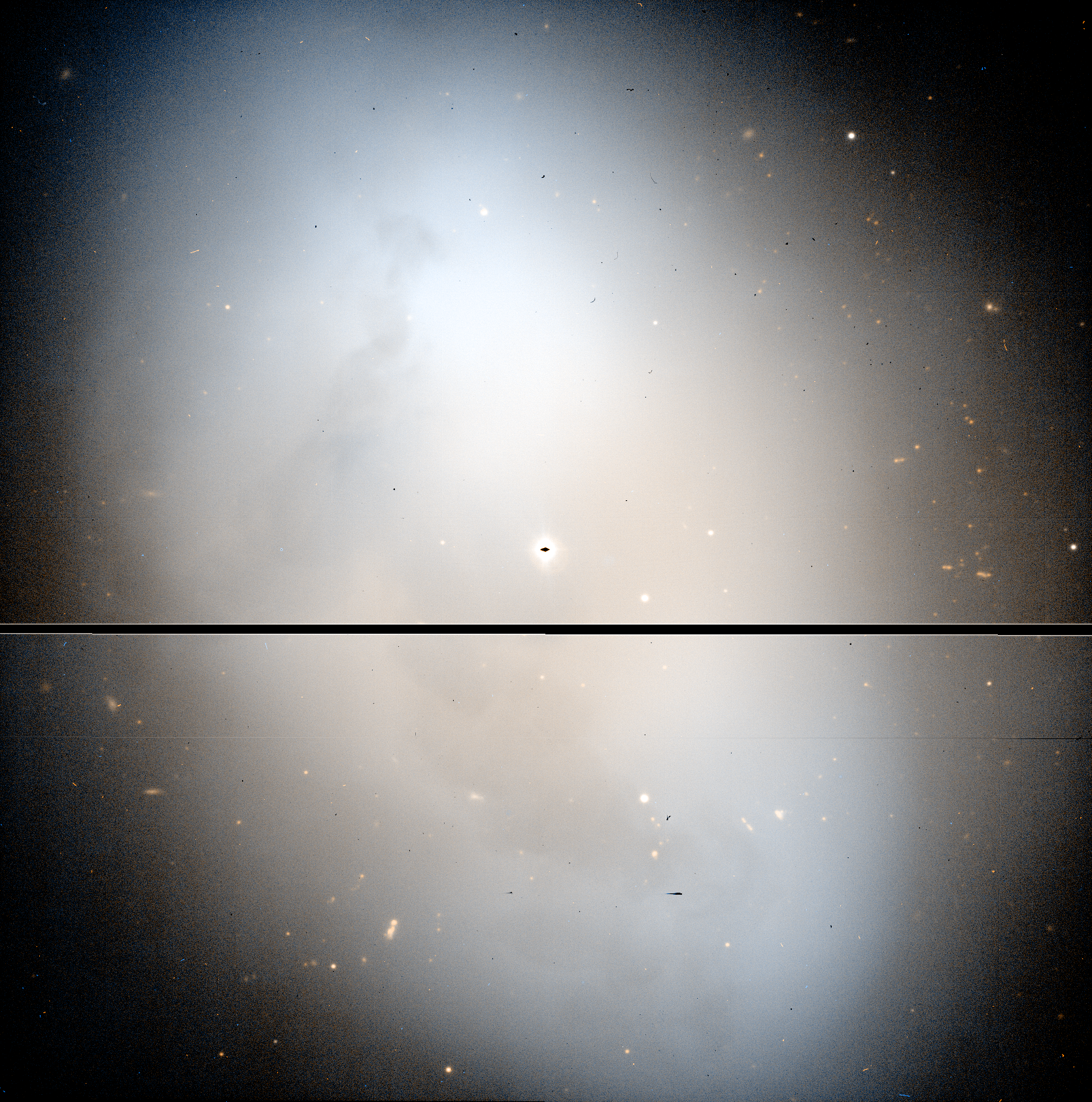
NGC 1360 en lumière H alpha (ESO).